# Line array

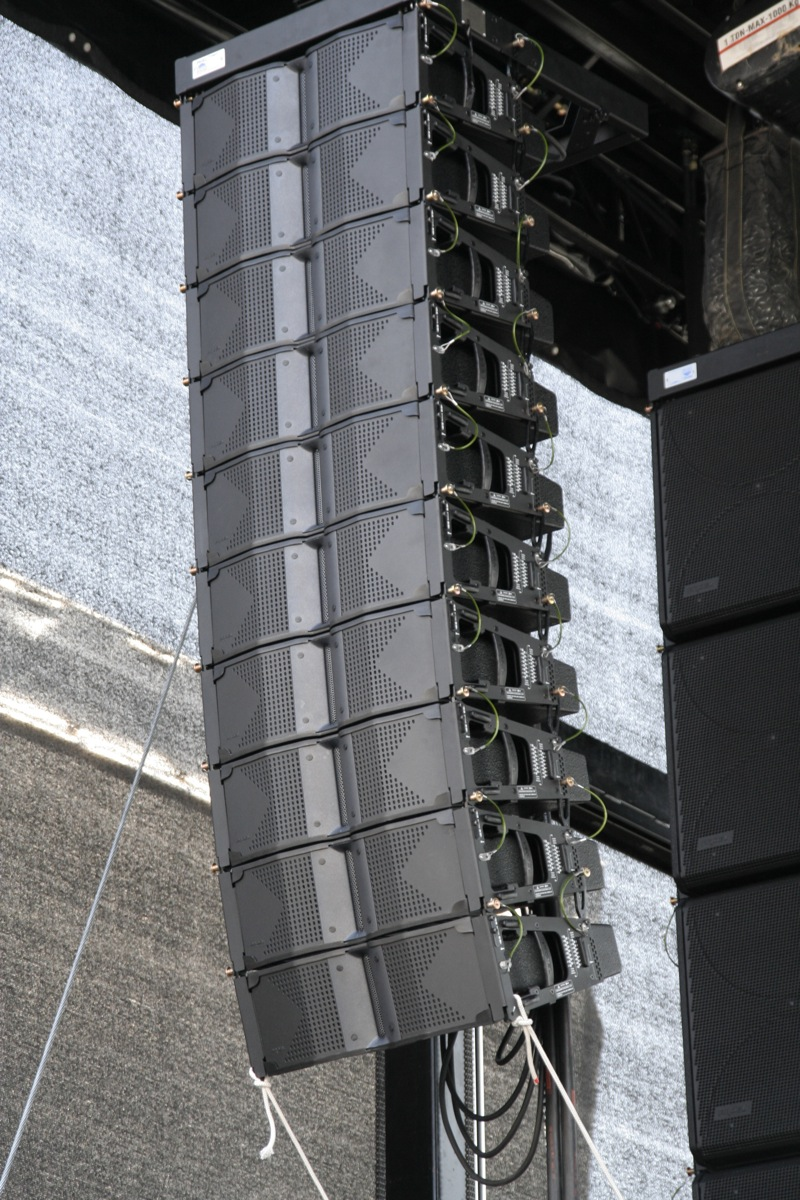
Een line array

Een line array is een veelgebruikt luidsprekersysteem dat vooral ingezet wordt voor PA-doeleinden.
Een line array bestaat uit een lange kolom van (speciaal ontworpen) identieke luidsprekers die onder elkaar worden opgehangen of "gevlogen" worden. Dit zijn geen gewone luidsprekers die zomaar onder elkaar gehangen worden, omdat je dan maar een 3-decibels koppelingstechniek krijgt, terwijl line array-kasten een 6-decibels koppelingstechniek hebben. Door een speciaal uitgerekende spreidingshoek wordt bepaald hoeveel van deze luidsprekers nodig zijn en onder welke hoek zij moeten komen te hangen. Ze zien eruit als soort banaan van luidsprekers.

## Voordelen
- Er kan een egalere klank wordt bereikt dan wanneer je conventionele speakers zou gebruiken, omdat de afzonderlijke luidspreker-zones (dit zijn een aantal line array-luidsprekers die in 1 zone zijn gekoppeld, om het koppeleffect te krijgen) elkaar niet beïnvloeden, de precieze spreiding van elke luidspreker-zone zorgt ervoor dat de "banaan" zich gedraagt als één grote luidspreker.
- De systeemtechnicus (diegene die de line array regelt en dus niet de geluidstechnicus die de verhoudingen van de instrumenten en microfoons regelt) kan globaal bepalen tot waar het geluid mag komen, omdat de luidsprekers van een line array een relatief kleine, horizontale spreidingshoek hebben, waardoor je dus je geluid veel beter kunt "richten". Theoretisch gezien, als we geen reflecties van objecten, oppervlakken en lucht zouden hebben, kan een line array zo precies afgesteld worden dat je bijvoorbeeld tot op 20 meter afstand het geluid zou horen en een meter verder niet meer. Praktisch is dat niet mogelijk in verband met de natuurwetten van reflecties.
- Line arrays bieden de mogelijkheid om het systeem hoog op te kunnen hangen. Je kunt een line array ook "stacken" (opstapelen) zodat je, wanneer je geen ophangpunten hebt, toch een line array kunt gebruiken. Bij het "stacken" krijg je een soort omgekeerde banaan. Een voorbeeld is een circustent; vaak zijn deze niet erg hoog of zijn er geen goede en/of veilige ophangpunten om het systeem aan te bevestigen, maar ook dat kan opgelost worden door een groundsupport te gebruiken. Dit is een losse "mast" waar de line array aan gehangen kan worden. Maar als de ruimte het gewoon niet toe laat kan men geen gebruik maken van een line array en kiest men voor conventioneel om naast het podium op te stapelen of bijvoorbeeld in een circus, rondom het podium gericht op het publiek.
- Snellere opbouw. Een line array kan vaak op de "grond" al in elkaar worden gezet, doordat de kasten aan elkaar hangen en daarna naar boven worden getakeld, terwijl je conventioneel, speaker voor speaker moet stapelen.
- Omdat een line array-luidspreker vaak kleiner is dan een conventionele luidspreker (om hetzelfde effect te krijgen), neemt de luidspreker minder ruimte in. Dit is echter geen belangrijk voordeel, want vaak zijn meer kleine luidsprekers nodig zijn dan de conventionele, grote luidsprekers om hetzelfde geluidsniveau te bereiken.
- Nog steeds zijn er geen papieren nodig om een line array op te hangen. Er zijn wel cursussen maar deze zijn niet verplicht om een line array op te hangen.

## Nadelen
- Een line array-systeem is aanzienlijk duurder dan een conventioneel systeem.